# Herchsheim
Herchsheim ist ein Gemeindeteil des Marktes Giebelstadt im unterfränkischen Landkreis Würzburg in Bayern.

## Geographie und Verkehrsanbindung
Der Ort liegt etwa zwei Kilometer südlich des Kernortes Giebelstadt an der Bundesstraße 19. Im Ort hat der Esbach seine Quelle. Er mündet nach kurzem Lauf südlich des Ortes in den Seebach. An Herchsheim führt der Fränkische Marienweg vorbei.

## Geschichte
Die erste urkundliche Erwähnung Herchsheims datiert von 779. Jedoch weisen Hügelgräberfelder nördlich der Ortschaft darauf hin, dass es bereits vor Christi Geburt große keltische Siedlungen gab.
In der zweiten Hälfte des 19. Jahrhunderts kam Herchsheim als selbständige Gemeinde ohne weitere Gemeindeteile zum Bezirksamt und später zum Landkreis Ochsenfurt. Nach dessen Auflösung 1972 wurde sie im Zuge der Gebietsreform in Bayern am 1. Januar 1978 nach Giebelstadt eingegliedert.
Mindestens eine der seit Jahrhunderten im Dorf lebenden Familien stammt nachweislich ursprünglich aus dem heutigen Landkreis Neustadt an der Aisch-Bad Windsheim und dort vor allem aus dem Ort Lipprichhausen der heutigen Gemeinde Hemmersheim.

## Baudenkmäler
- In der Liste der Baudenkmäler in Giebelstadt sind für Herchsheim drei Baudenkmäler aufgeführt, darunter das evangelische Pfarrhaus und die evangelische Kirche.
- Die Robinie in Herchsheim, eine Gewöhnliche Robinie (Robinia pseudoacacia), ist ein Naturdenkmal. Der Baum mit einem Kronendurchmesser von 10 Metern steht vor der Kirche auf einem gepflasterten Areal. Er ist 100 bis 150 Jahre alt (siehe Liste regional bedeutsamer Bäume in Unterfranken).